# Алексеј Немов
Алексеј Јурјевич Немов (рус. Алексей Юрьевич Немов; Барашево, 28. мај 1976) бивши је уметнички гимнастичар из Русије. Током каријере освојио је пет светских првенстава, три европска и дванаест олимпијских медаља.

## Детињство
Алексеј Немов је одрастао у Тољатију на реци Волги. Отац је оставио њега и његову мајку када је Немов био тек беба, и Немов га од тада више никада није видео. Алексеј је почео да се бави гимнастиком са пет година.

## Гимнастичка каријера
Немов је дебитовао на Светском првенству 1993. са шеснаест година, пласиравши се пети у партеру. Следеће године, он се показао као прави вишебојац, победивши у својој квалификационој групи на Светском првенству. Касније је посустао и пао на дванаесто место у укупном поретку. Освојио је своју прву велику титулу у вишебоју на Играма добре воље у Санкт Петербургу, победивши свог саиграча и освајача светске сребрне медаље Алексеја Воропајева за више од једног бода. Немов стил гимнастике сматран је веома заокруженим; имао је сложене акробације, јединствен стил и елеганцију када је наступао.
Упркос својим почетним обећавајућим успехом на међународном нивоу, до 1995. Немов је стекао репутацију по недоследним наступима. У вишебоју на Европском купу 1995. Немов, тада 19-годишњи, био је лидер након пет такмичења и постигао је висок резултат на три такмичења. Када је дошао на високу летву, требало му је само 8,75 да освоји титулу. Промашио је своја два главна покрета за ослобађање и забио се у шипку на другом, покварио потребан елемент и стао усред своје рутине. Постигао је 7,35 и пао на девето место у укупном поретку.
Неколико месеци касније, Немов се такмичио на Светском првенству у Сабаеу, Јапан. Руски тим је имао изузетно лош резултат током квалификационе рунде, завршио је на 11. месту, а Немов на 96. позицији у вишебоју. Тим је одскочио у финалу и завршио на укупно 4. месту (и даље разочарање јер је то био први пут после деценија да Руси нису успели да освоје медаљу у екипној конкуренцији), док је Немов дао највиши изборни резултат од свих такмичара. Међутим, његов обавезни пласман у рунди спречио га је да се квалификује у финале вишебоја.
На Олимпијским играма 1996. у Атланти, Немов је био спреман да освоји злато. Немов је освојио шест медаља (две златне, једну сребрну и три бронзане). Он је играо солидно у вишебоју, борећи се са светским шампионом Ли Сјаошуангом у свакој дисциплини. Немов је уништио своје шансе за злато када је покварио своју средњу серију у финалу, завршивши на другом месту са малом разликом.
Док су многи доводили у питање Немову посвећеност и ниво спремности, он је наставио да бриљира. Неколико повреда рамена, као и његов брак и рођење првог сина, заједно са уоченим недоследностима у карактеру, наводе се као доказ слабе гимнастике пре Олимпијских игара у Сиднеју 2000. године. То је довело до повећане забринутости због Алексејевог недостатка титуле. Међутим, као спортиста високих очекивања, Немов је отишао на Олимпијске игре 2000. у најбољој форми свог живота – није видео свог новорођеног сина (рођеног у септембру 2000.), и успео је да свом сину однесе кући оно што је назвао златном звечком, у стварности златна медаља вишебоја. Осим у ринговима, освојио је најмање једну олимпијску медаљу у свакој другој дисциплини мушке гимнастике до краја игара у Сиднеју.

### Контроверзе на Олимпијским играма 2004. и промена правила
Иако је повреда учинила свој данак, Немов се такмичио до Олимпијских игара у Атини 2004. године, углавном као вођа младог руског тима. Иако није могао да одбрани своју титулу у вишебоју, Немов је својим наступима на греди у Атини направио хаос и ставио себе у средиште судијске контроверзе. Након извођења рутине са шест вештина отпуштања у финалу такмичења на високој траци (укључујући четири заредом – три варијације издања Ткатцхева и Гиенгер ), судије су дале резултат од 9,725, што га је ставило на треће место са неколико спортиста који се тек требају такмичити. Ово је заправо била фер одлука судија јер је направио велики корак при слетању што је било одбитак две десетине. Публика је постала непослушна када је видела резултате и прекинула такмичење на скоро петнаест минута. Под утицајем жестоке реакције публике, судије су поново процениле рутину и повећале Немов резултат на 9,762, али то није поправило његов пласман и завршио је без медаље.
Добио је награду за фер плеј 2005. од стране Међународног комитета за фер плеј за своју акцију.
Овај скандал је био само последњи од неколико судијских спорова на такмичењу, као што је контроверза око бодовања у којој је учествовала корејска гимнастичарка Јанг Тае-Јунг, и подстакла је велику реконструкцију система бодовања у гимнастици, која је спроведена 2006. године. Приписује се да су промене правила подстакле више акробатских активности и повећале потешкоће на справама за високе греде које су виђене на каснијим такмичењима. Олимпијски комитет Русије је касније доделио Немову 40.000 долара као признање за његов карактер, а он се убрзо повукао из гимнастике.